# Ribeira (Rio de Janeiro)
Ribeira é um bairro da Zona Norte do município do Rio de Janeiro, no Brasil. É um dos catorze bairros que constituem a Ilha do Governador e faz limite com o bairro do Zumbi. A Ribeira é isolada do restante da ilha, porém é considerada o centro de sua boemia. No bairro, há um estaleiro da Transnave e uma refinaria e distribuidora Shell (ambos instalados na década de 60, auge da valorização da ilha), que dividem espaço com duas pequenas praias do bairro, chamadas "Praia da Ribeira" e "Praia da Engenhoca". O bairro está localizado no sudeste da ilha, possuindo saídas ao norte, ao leste e ao sul para a Baía de Guanabara.

## História

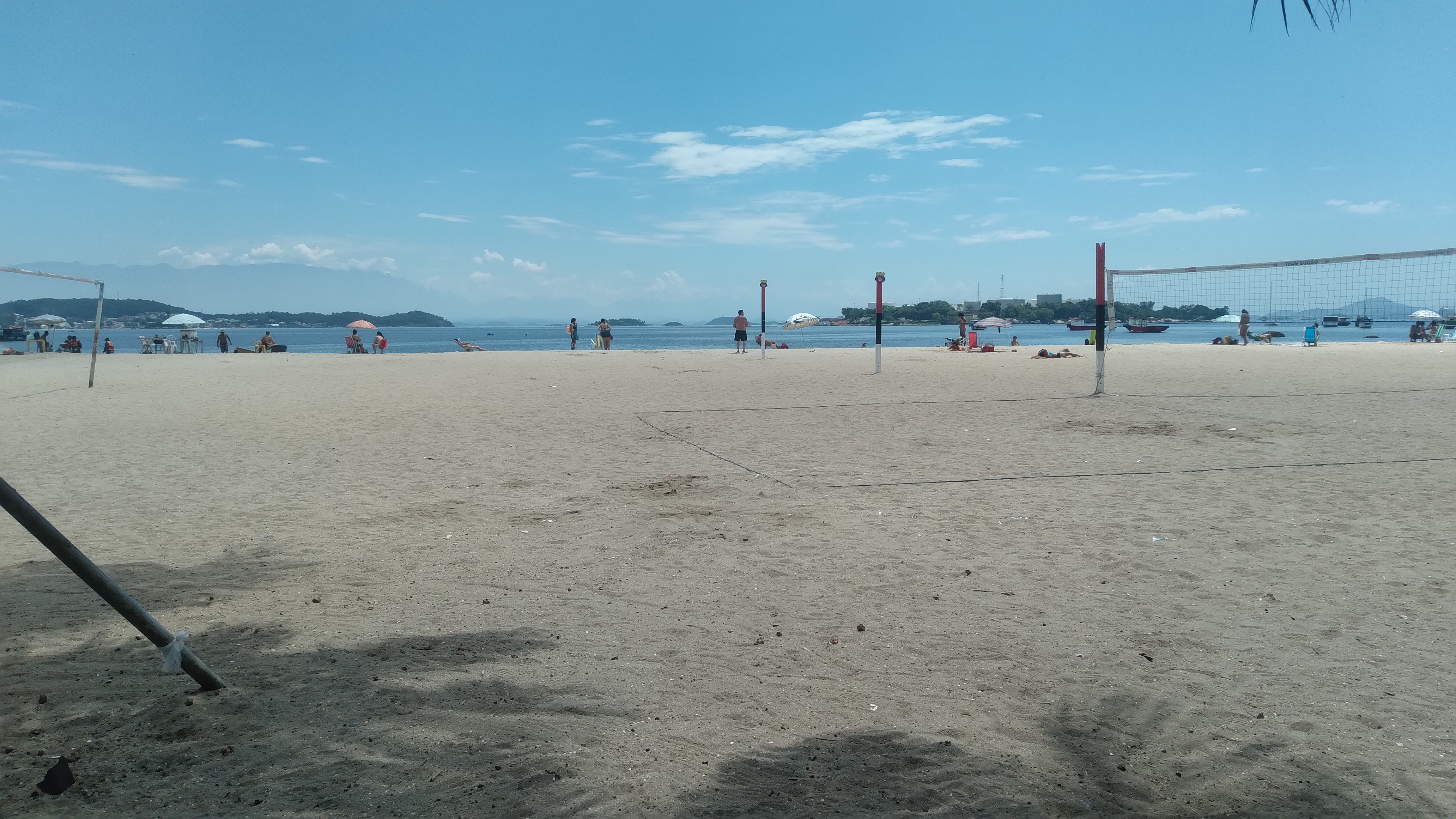
Praia da Engenhoca na Ribeira, bairro do Rio de Janeiro

Desde os anos 10, a localidade era conhecida como "Freguesia Ribeira" pois freguesia significa algo como "comércio pequeno" em português lusitano; e ribeira porque se localiza geograficamente em uma ponta da Ilha do Governador sendo conhecido como "beira" ou "cabo" no caso de ser uma margem marítima, nome que já era dado a sua praia. Em 1981, quando a ilha foi subdividida em seus bairros atuais, ficou-se decidido que o bairro se chamaria apenas "Ribeira" enquanto "Freguesia" seria outro bairro na ponta norte da ilha. De 1934 a 2006, dispôs de um terminal de barcas que levava à Praça XV, no centro da cidade. A Igreja da Sagrada Família, construída em 1913 numa elevação, situa-se ali. Nos anos 50, instalou-se o ponto inicial dos bondes que faziam a conexão até o porto da cidade. Com o início do declínio socioeconômico da ilha nos anos 70, em decorrência ao surgimento de favelas, aumento do trânsito, criminalidade e poluição da baía; as tradicionais famílias majoritariamente composta por pescadores e comerciantes, abandonaram a vida simples em função dos seus estabelecimentos como albergues, bares, bordéis, e lojas pouco convenientes; que eliminaram o caráter residencial do bairro. Somente no fim do anos 2000, após quatro décadas de abandono, a prefeitura passou a investir, ainda que timidamente, na revitalização da ilha.
Hoje a Ribeira abriga ainda uma "Casa do Índio", fundada em 1968 e que foi a primeira das 40 criadas em todo o país a receber o apoio da Fundação Nacional do Índio (Funai), a maior feira livre e vários restaurantes, sendo um centro gastronômico. Seu metro quadrado, é o mais valorizado da ilha, e o 35º do município, com preço médio de R$ 4.905, estando mais de R$ 1.000 acima da média municipal de R$ 3.855. Enquanto seu índice de qualidade de vida, no ano 2000, era de 0,859, o 43º melhor do município do Rio de Janeiro, dentre 126 bairros avaliados.